# Gustave Pelgrims
Gustave Pelgrims, né le 14 juin 1878 à Schaerbeek et décédé le 4 septembre 1960 à Uccle, est un footballeur belge.

## Biographie
Pelgrims est membre du Léopold Football Club de juillet 1895 au mois de juin 1896 pour y retourner en juillet 1903 jusqu'en juin 1904. Entre-temps, il rejoint aussi le Racing Club de Bruxelles de 1896 à 1909,.
Le 25 mai 1902, il rejoint le Beerschot AC pour un match car le club était en manque d'effectif pour un tournoi : le Challenge international du Nord. Ce tournoi a eu lieu à Tourcoing, en France. Il perd le match qu'il joue 2 à 4 face au club rival anversois de l'Antwerp.

### Jeux olympiques
Il participe aux Jeux olympiques de 1900 à Paris pour l'épreuve de football avec l'équipe de football de Belgique qui est représentée par les joueurs de l'équipe de l'Université de Bruxelles. Il termine avec son équipe troisième et remporte ainsi une médaille de bronze.

## Palmarès
Belgique olympique
- Jeux olympiques :
  -  Bronze : Paris 1900.